# 海关总署缉私局
海关总署缉私局，序列号公安部十四局，加挂全国打击走私综合治理办公室牌子，是中华人民共和国海关总署内设机构，负责领导中华人民共和国全国打击走私犯罪工作，垂直管理全国海关缉私警察。

## 沿革
1999年1月，海关总署走私犯罪侦查局（公安部二十四局）成立，实行海关总署和公安部双重领导，以海关总署领导为主体制。总署走私犯罪侦查局在广东分署、各直属海关及其分支机构设立了42个走私犯罪侦查分局、116个走私犯罪侦查支局。2001年，海关总署广东分署走私犯罪侦查分局、部分直属海关走私犯罪侦查分局列入所在省（自治区、直辖市）公安厅（局）序列。
2002年12月，海关总署走私犯罪侦查局更名为海关总署缉私局（公安部二十四局），各海关走私犯罪侦查分局、支局更名为海关缉私局、海关缉私分局。
2018年12月，中办、国办印发《行业公安机关管理体制调整工作方案》，按照“警是警、政是政、企是企”的要求，将海关缉私、森林公安、交通公安由双重领导调整为公安部领导。
2019年，中办、国办印发《公安部职能配置、内设机构和人员编制规定》，海关总署缉私局（公安部十四局）实行海关总署、公安部双重领导，以公安部领导为主体制。
2019年9月27日，中办、国办印发《中共中央办公厅、国务院办公厅关于印发铁路、交通港航、森林、民航公安机关和海关缉私部门管理体制调整工作实施方案的通知》。方案规定，海关缉私机关实行海关总署缉私局、海关缉私局、海关缉私分局的垂直管理体制，下一级海关缉私机关接受上一级海关缉私机关的直接领导管理。

## 机构设置
根据有关规定，海关总署缉私局内设机构为正处级，直属缉私局为副司局级。海关总署缉私局（公安部十四局）设置下列机构：

### 内设机构
- 办公室
- 政治处
- 督察处
- 侦查处
- 查私处
- 情报处
- 法制处
- 海上缉私处
- 计划财务装备处

### 垂直管理机构
- 海关总署广东分署缉私局（副厅级）
- 北京海关缉私局
- 天津海关缉私局
- 石家庄海关缉私局
- 太原海关缉私局
- 呼和浩特海关缉私局
- 满洲里海关缉私局
- 大连海关缉私局
- 沈阳海关缉私局
- 长春海关缉私局
- 哈尔滨海关缉私局
- 上海海关缉私局
- 南京海关缉私局
- 杭州海关缉私局
- 宁波海关缉私局
- 合肥海关缉私局
- 福州海关缉私局
- 厦门海关缉私局
- 南昌海关缉私局
- 青岛海关缉私局
- 济南海关缉私局
- 武汉海关缉私局
- 郑州海关缉私局
- 长沙海关缉私局
- 广州海关缉私局
- 深圳海关缉私局
- 拱北海关缉私局
- 汕头海关缉私局
- 黄埔海关缉私局
- 江门海关缉私局
- 湛江海关缉私局
- 南宁海关缉私局
- 海口海关缉私局
- 重庆海关缉私局
- 成都海关缉私局
- 贵阳海关缉私局
- 昆明海关缉私局
- 拉萨海关缉私局
- 西安海关缉私局
- 兰州海关缉私局
- 西宁海关缉私局
- 银川海关缉私局
- 乌鲁木齐海关缉私局